# Tomopterna marmorata
Tomopterna marmorata és una espècie de granota que viu a Botswana, Kenya, Malawi, Moçambic, Sud-àfrica, Zàmbia, Zimbàbue i, possiblement també, a Namíbia, Eswatini i Tanzània.
Està amenaçada d'extinció per la pèrdua del seu hàbitat natural.